# Theristicus caerulescens
La bandurria mora (Theristicus caerulescens) es una especie de ave pelecaniforme de la familia Threskiornithidae característica de las áreas pantanosas subtropicales del centro de Sudamérica. 

## Taxonomía
La bandurria mora ha sufrido históricamente frecuentes reclasificaciones y se ha colocado en varios géneros como Molydophanes, Geronticus, Theresticus y Harpiprion. También se le ha nombrado como Ibis caerulescens y Theresticus (Harpiprion) caerulescens. Sin embargo, este ibis se ha considerado tradicionalmente como perteneciente al género monotípico Harpiprion, con el nombre binomial Harpiprion caerulescens; debido a que se creía que esta especie no tenía parientes cercanos. Los análisis filogenéticos de ADN han sugerido que la bandurria mora está estrechamente relacionada con otras especies de ibis del género Theresticus. Por lo tanto, la ubicación actual de la bandurria mora en el género Theresticus parece justificada. No se reconocen subespecies.

## Descripción
Es un ibis bastante grande que mide 71–77 cm de longitud, con una longitud del ala de 39-45 cm en los machos y 36-40 cm en las hembras. El pico mide entre 14-16 cm en los machos y 12-14 cm en las hembras. Ambos sexos son bastante similares, pero la hembra es ligeramente más pequeña. La bandurria mora es fácilmente reconocible por una cresta bastante poblada distintiva que comprende largas plumas grises que se extienden desde la parte posterior de la cabeza hasta la nuca. Una banda estrecha de plumas blancas se extiende alrededor de la frente. En general, es fácilmente distinguible de otros ibis por su sólida coloración y cuello grueso. La bandurria mora es el ibis morfológicamente más similar a la bandurria común Theresticus caudatus, pero difiere en coloración y estructura del cuello.
El plumaje del ave adulta es en gran parte gris; pero puede ser gris azulado, gris verdoso o gris parduzco. Las plumas dorsales están moteadas de color marrón, de modo que el plumaje parece más claro debajo que arriba. Las plumas de vuelo y cola son de color marrón oscuro o negro, superpuestas con un bronce verdoso brillante. El pico negro curvado está aserrado. Las patas son de color naranja rosado, pero se oscurecen en la temporada de cría en preparación para el cortejo. El iris es de color naranja intenso, pero se ha observado que está ligeramente más pálido alrededor de la pupila. En algunos individuos, también se ha informado que el iris es de color amarillo parduzco.
Los polluelos tienen un plumaje suave de color gris claro que carece de los matices más sofisticados en los adultos. Los ejemplares inmaduros se distinguen de los adultos por un iris oscuro, patas grises, una cresta nucal menos desarrollada, una banda blanca más extensa en la frente y parches rojos de piel desnuda. La banda blanca en la frente comienza a desarrollarse en los jóvenes después de los 18 días de edad y de cerca aparece un blanco más brillante que el de los adultos.

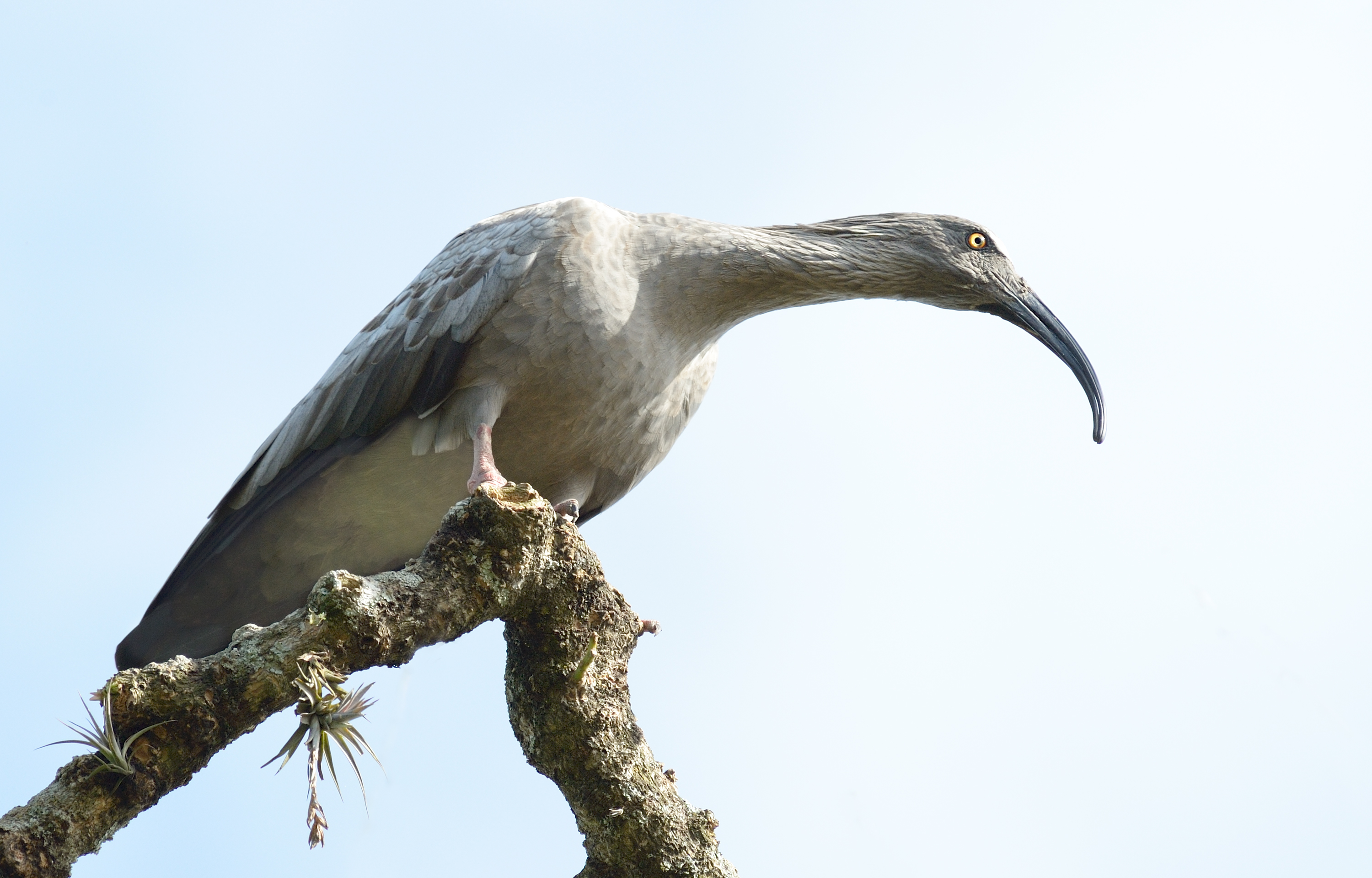

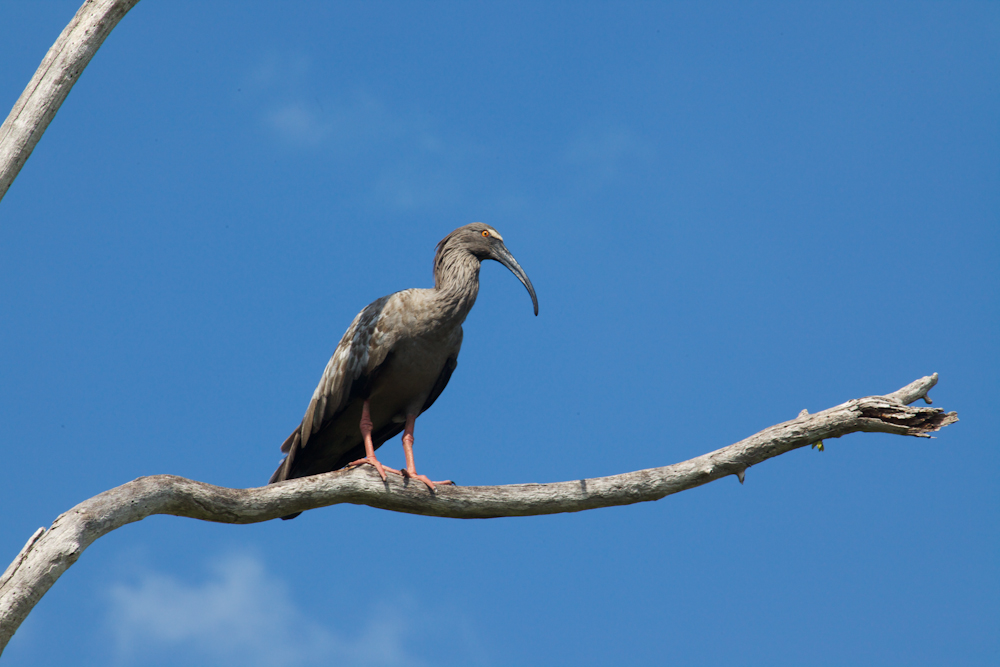

## Distribución y hábitat
La bandurria mora tiene un rango relativamente estrecho que se extiende a través del centro de América del Sur. Ocupa el suroeste de Brasil, especialmente en el sur de Mato Grosso y Río Grande del Sur; Paraguay, especialmente en el Chaco y en la sección paraguaya de la cuenca del Paraná; Uruguay; noreste de Argentina y norte y este de Bolivia. La población boliviana del norte está geográficamente aislada de la población más grande que abarca la parte restante del rango de este ibis. Aunque esta especie parece ser relativamente común, se distribuye de manera irregular en todo su rango; siendo relativamente abundante en algunas regiones pero menos en otras.
Su hábitat comprende en gran medida los humedales y pastizales del Pantanal y el Chaco. Se encuentra aquí alimentándose en pantanos, marismas, lagunas, lagos poco profundos, pastos inundados, estanques y otros terrenos húmedos; pero también se posa en las ramas de los árboles cerca o por encima del agua para descansar. También se ha avistado en pantanos de tierras altas, por lo general hasta 600 m de elevación. Además, este ibis se acerca  a poblaciones humanas y otros zonas artificiales; incluyendo represas y campos de arroz.
Es un ave sedentaria y pueden permanecer en un área específica durante todo el año. Sin embargo, se ha informado que migran a escala local. La evidencia de la presencia de individuos en el lago Incachaca en la provincia de Chapare en Bolivia sugiere que esta especie puede migrar entre las poblaciones del norte boliviano y otras sudamericanas geográficamente separadas, y puede usar Incachaca como un lugar de descanso en el camino. Como no se han observado subespecies para esta especie, la población mundial probablemente se mantiene genéticamente homogénea por las breves migraciones de individuos entre las dos subpoblaciones separadas geográficamente. Sin embargo, se desconoce si esta especie tiene patrones de migración regulares. Por cierto, el descubrimiento de la especie en el lago Incachaca fue su primera aparición registrada en la ecorregión del bosque nuboso y también fue un nuevo registro altitudinal.

## Comportamiento

### Alimentación
La dieta de este ibis comprende invertebrados acuáticos; caracoles, especialmente caracoles manzana del género Pomacea; mejillones; cangrejos; ranas; pescado y anguilas. También se ha informado que come serpientes, lagartos, escincidos e invertebrados terrestres; lo cual es plausible dada su presencia ocasional en pastizales secos. A pesar de la dieta aparentemente generalista de este ibis, se encuentra especializada en moluscos en la cuenca Paraguay-Paraná.
La bandurria mora a menudo se alimenta en solitario o en parejas, pero puede reunirse en bandadas para alimentarse en invierno cuando la comida es escasa. También se ha encontrado individuos alimentándose junto con morito cariblanco y jacanas La estrategia de forrajeo de la bandurria mora consiste en caminar lentamente a través del lodo y aguas poco profundas, sondeando rápida y repetidamente con su pico en el agua en busca de presas. A veces, sumerge por completo el pico en el agua y sus hábitos acuáticos de forrajeo lo distinguen ecológicamente de la bandurria común que se alimenta preferentemente en los pastizales secos adyacentes.
Ambos padres alimentan a los jóvenes por regurgitación. Los polluelos inducen a sus progenitores para alimentarlos metiendo sus picos entre el pico de sus padres. Con la edad, los juveniles se vuelven más independientes en la obtención de alimentos a medida que comienzan a abandonar el nido, y son alimentados con menos frecuencia.

### Reproducción
A diferencia de muchos otros ibis, la bandurria mora no forma colonias reproductivas. La reproducción ocurre en áreas escasamente boscosas desde marzo hasta mediados de octubre. La construcción del nido por ambos padres comienza en marzo y tardan aproximadamente un mes en completarlo. Los nidos se construyen comúnmente sobre o cerca del agua en ramas horizontales de árboles del género Ficus o Luehea. El nido mide 25 cm de altura y 50 cm de ancho y consiste en una plataforma de ramas o palos secos, con un hueco de unos 20 cm de profundidad forrado con hierba seca y hojas. El nido está situado a 10-12 m del suelo; aunque algunos nidos construidos en grandes árboles en el Pantanal pueden estar hasta 20 metros sobre el suelo. El mismo nido puede ser utilizado por una pareja durante años. 
La cópula tiene lugar en abril y está precedida por un cortejo simple y breve. Durante el cortejo, un individuo (macho o hembra) se posa en una rama de un árbol muerto y produce su distintivo sonido para convocar a su compañero, que vuela hacia la rama para unirse a él. Entonces, ambos individuos pican con sus picos en la corteza del árbol antes de que el macho entierre su pico en el plumaje de la hembra. Posteriormente, el macho procede a la cópula.
La nidada normal consiste en 2-3 huevos, que son de color gris verdoso pálido. También se ha encontrado que algunos nidos contienen huevos junto con crías en varias etapas de desarrollo; lo que sugiere que este ibis a veces puede poner dos nidadas consecutivas por año. El período de incubación es de 28 días y las crías suelen eclosionar a principios de septiembre. En los primeros 10 días de los pollitos, uno de los padres los vigila constantemente. 
A medida que los polluelos crecen, los padres acuden al nido con menos frecuencia; y gradualmente deja a los jóvenes solos por períodos más largos. Generalmente, dos crías logran sobrevivir, después de 40–43 días desde la eclosión ya están listos para abandonar el nido, coincidiendo con el final de la estación seca en el Pantanal. Al emplumar, los jóvenes pueden abandonar el nido y comienzan a aventurarse más lejos, generalmente alimentándose en pantanos cerca del nido. Se ha observado que los padres vuelan a prados cercanos al árbol que contiene el nido y emiten llamadas que parecen funcionar como una invitación para que los jóvenes sigan a los padres a los lugares de alimentación de los adultos. A partir de entonces, los jóvenes se alimentan con adultos alejados del nido y continúan usando el árbol del nido para dormir varias semanas después de emplumar.
Los nidos de la bandurria mora tienen múltiples depredadores. Aunque las aves reproductoras son muy agresivas con los intrusos y pueden disuadir con éxito a depredadores pequeños como zarigüeyas, arrendajos y buitres; aparentemente pierden ante depredadores más grandes, como los monos capuchinos y los gavilanes cangrejeros grandes. Por ejemplo, se ha observado que grandes grupos de monos capuchinos atacan los nidos de bandurria mora; algunos asaltantes obligan violentamente a la madre a salir del nido mientras que otros roban los huevos. Los adultos de esta especie también muestran una marcada actitud agresiva hacia los intrusos humanos. Estos comportamientos defensivos reflejan el alto riesgo de depredación del ave y, por lo tanto, el valor adaptativo de tales comportamientos para la supervivencia.

## Conservación
Está clasificada por la UICN como preocupación menor debido a que las poblaciones se mantienen estables y a la gran extensión de territorio en la que se la encuentra. Al igual que muchas otras aves acuáticas, es probable que se vea amenazado por la pérdida de hábitat debido a la quema y la tala de árboles de anidación, la construcción de presas hidroeléctricas en el Pantanal y la expansión de la minería y la agricultura. Sin embargo, este ave no es perseguido directamente. Así mismo se encuentra amenazada por el cambio climático y la contaminación que reducen el tamaño y la calidad de los ecosistemas donde habita. 

La aparente adaptación de la bandurria mora a vivir en entornos humanos puede hacerla particularmente vulnerable a los efectos de los pesticidas de la agricultura. Además, los pesticidas junto con la alteración física del suelo a través de la maquinaria agrícola pueden reducir la disponibilidad local de presas para esta especie. Sin embargo, esta ave todavía parece ser más abundante en humedales naturales que en tierras de cultivo inundadas. Por lo tanto, una estrategia de conservación propuesta para esta especie frente a la expansión agrícola que también puede beneficiar a otras aves acuáticas ha sido la conservación de humedales naturales dentro del ecosistema de cultivo de arroz. 